# Università di Calgary
L'Università di Calgary è un'università pubblica canadese, con sede a Calgary.
Fondata nel 1966, contava 28.000 studenti nel 2010. Comprende attualmente 53 dipartimenti, 17 facoltà e oltre 30 istituti di ricerca.
Nel 2023 si posiziona al 182º posto nel QS World Rankings.